# السوق المحلي الياباني

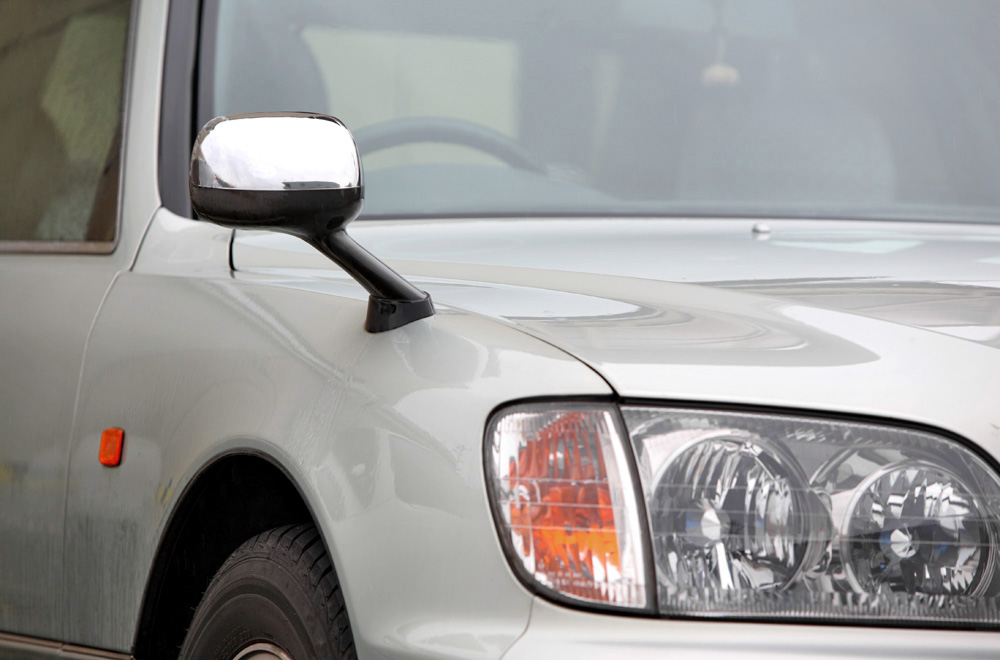
رفرف مرآة تويوتا سيليسيور (UCF20 JDM)

يشير السوق المحلي الياباني إلى سوق السيارات المحلي في اليابان. بالنسبة للمستورد، تشير هذه الشروط إلى المركبات والأجزاء المصممة لتتوافق مع اللوائح اليابانية وتناسب المشترين اليابانيين. المصطلح هو اختصار JDM .
مقارنة بالولايات المتحدة حيث يمتلك مالكو السيارات الآن مركبات لفترة أطول من الوقت، حيث يبلغ متوسط عمر أسطول المركبات الأمريكية 10.8 عامًا، يتعامل الملاك اليابانيون مع فحص صارم للسيارات والأسواق الرمادية. وفقًا لـ Fédération Internationale de l'Automobile ، تسافر السيارة في اليابان بمعدل سنوي يزيد عن 9300 كيلومتر (5800 ميل)، أي أقل من نصف المتوسط الأمريكي البالغ 19200 كيلومتر (12000 ميل).
قد تختلف سيارات السوق المحلية اليابانية اختلافًا كبيرًا عن السيارات التي يصنعها المصنعون اليابانيون للتصدير والمركبات المشتقة من نفس المنصات المصممة في بلدان أخرى. يتطلع مالك السيارة الياباني إلى الابتكار أكثر من الملكية طويلة الأجل التي تجبر شركات صناعة السيارات اليابانية على تحسين التقنيات والتصميمات الجديدة أولاً في السيارات المحلية. على سبيل المثال، تميزت سيارة هوندا إنسباير 2003 بأول تطبيق لإدارة الأسطوانات المتغيرة من هوندا. ومع ذلك، فإن سيارة هوندا أكورد V6 لعام 2003، والتي كانت نفس السيارة الأساسية، والمخصصة في المقام الأول لسوق أمريكا الشمالية، لم تتميز بـ VCM ، والتي كان لها سمعة سيئة بعد محاولة كاديلاك في الثمانينيات باستخدام محرك V8-6-4. تم تقديم VCM بنجاح إلى Accord V6 في إعادة تصميمه لعام 2008.
في عام 1988، تم تقييد سيارات JDM من خلال القيود الذاتية الطوعية بين الشركات المصنعة إلى 280 حصانًا (276 حصانًا)) وسرعة قصوى تبلغ 180 كيلومتر في الساعة (111.8 ميل/س) ، الحدود التي تفرضها جمعية مصنعي السيارات اليابانية (JAMA) للسلامة. تم رفع حد القدرة بالحصان في عام 2004 ولكن الحد الأقصى للسرعة هو 180 كيلومتر في الساعة (111.8 ميل/س) ساري المفعول. تحتوي معظم سيارات JDM على عدادات سرعة تسجل حتى 180 كم / ساعة (111.8 ميلا في الساعة).

## قوة الدراجة النارية وقيود السرعة
لسنوات عديدة، فرضت اليابان قيودًا صارمة على القوة والسرعة القصوى التي يمكن أن تتمتع بها الدراجات النارية.
تم تقييد جميع الدراجات النارية للسوق المحلي الياباني بـ 112 ميل/س (180 كم/س) .
كانت قيود الطاقة على النحو التالي

### ما قبل 1993
- فئة 250CC: 50 حصان
- فئة 400CC: 60 حصان
- فئة 750CC: 77 حصان
- أكثر من 750CC: غير مسموح به

### بعد عام 1993
- فئة 245CC: 40 حصان
- فئة 445CC: 53 حصان
- فئة 745CC: 77 حصان
- أكثر من 740CC: مسموح بها، لكنها مقيدة بـ 100 حصان

## فين
لا تستخدم شركات صناعة السيارات اليابانية رقم تعريف السيارة كما هو شائع في الخارج. بدلاً من ذلك، تستخدم اليابان رقم الإطار — تسعة إلى اثني عشر حرفًا أبجديًا رقميًا يحدد النموذج والرقم التسلسلي. على سبيل المثال، يتم تقسيم Frame Number SV30-0169266 إلى "V30" لتعريف النموذج على أنه Toyota Camry / Vista x30 ؛ "S" يحدد المحرك (4S-FE)، و "0169266" هو الرقم التسلسلي للسيارة. لم يتم تحديد طراز السيارة ولكن الاختلافات الطفيفة في العدد يمكن أن تحدد صانع السيارات، أي تستخدم تويوتا عادة سبعة أرقام لأرقامها التسلسلية بينما تستخدم نيسان ستة أرقام. نظرًا لأن رقم الإطار يحتوي على معلومات أقل بكثير من رقم VIN ، فإن مركبات JDM تستخدم أيضًا رمز الطراز . على سبيل المثال، يتم تقسيم SV30-BTPNK إلى "SV30"، وهو ما يعني نفس ما ورد أعلاه، و "BTPNK" التي تحدد مجموعة من الميزات المضمنة في السيارة.

## شعبية عالمية

### دراجات نارية
في التسعينيات من القرن الماضي، أدت قيود الطاقة JDM جنبًا إلى جنب مع قيود الترخيص التي جعلت من الصعب الحصول على ترخيص على دراجات نارية أكبر عددًا من الطرز التي لم يتم تقديمها في أي مكان آخر في العالم، مع نسخ مصغرة بحجم 250CC و 400CC للدراجات الأكبر سعة 750CC و 900CC .
في الوقت نفسه، كان لدى اليابان قوانين صارمة بشكل خاص فيما يتعلق بترخيص الطرق وأنظمة المبيعات. كان على أي دراجة نارية أقوى من 250CC أن تخضع لاختبار صارم على نطاق واسع كل عامين.
الجمع بين هذه العوامل وسوق غير موجود فعليًا جعل تصدير الدراجات الجديدة تقريبًا إلى الخارج أمرًا اقتصاديًا حيث تم شراؤها بشغف وظهر عدد من المتخصصين في الاستيراد لتلبية احتياجات سوق «الاستيراد الرمادي» للدراجات النارية الرخيصة نسبيًا ولكنها مثيرة للاهتمام.
في أواخر التسعينيات من القرن الماضي، مع دخول الاقتصاد الياباني في حالة ركود، أصبح التصدير أقل ربحية، واحتفظ الملاك اليابانيون بدراجاتهم لفترة أطول. لقد أنهى الانهيار العالمي الأخير صناعة «الاستيراد الرمادي» مع إغلاق المستوردين المتخصصين الكبار.

### سيارات
ينمو السوق المحلي الياباني بشكل ملحوظ منذ أواخر التسعينيات. ينجذب العديد من عشاق السيارات إلى السوق المحلية اليابانية في قارات مختلفة مثل أمريكا الشمالية وأوروبا وآسيا. تشمل العلامات التجارية الشهيرة هوندا وسوبارو وتويوتا ومازدا وسوزوكي ولكزس وميتسوبيشي موتورز ونيسان.
تعتبر واردات اليابان السابقة شائعة جدًا أيضًا في نيوزيلندا حيث نشأ 59 ٪ من المركبات المسجلة على طرق نيوزيلندا من الأسواق الخارجية مقابل 41 ٪ منها تم تسليمها من نيوزيلندا، و 94 ٪ من اليابان، استوردت نيوزيلندا ما يقرب من 134,834 سيارة JDM سنويًا في الفترة 2015-2019، معظمها Mazda Axela, Suzuki Swift، Nissa Tiida Toyota Corolla, Mazda Demio, تشمل الموديلات الأخرى المشهورة للاستيراد في السنوات السابقة السيارات عالية الأداء (Honda Tornio, Nissan Skyline, Nissan Laurel, Toyota Altezza) وسيارات كي (Suzuki Carry, Daihatsu MOV and Subaru R2). نظرًا لشعبية الواردات المستعملة من اليابان، وتقييماتها المنخفضة نسبيًا في اختبارات التصادم، فإن وزارة النقل تحقق حاليًا في قيود أكثر صرامة على المركبات المستوردة، وعلى الأخص استيراد سيارات Toyota Corolla, Mazda Demio , Suzuki Swift
في عام 2004، أصبح استيراد سيارات JDM شائعًا في كندا حيث أصبحت السيارات المرغوبة للغاية، مثل 1989 Nissan Skyline GT-R ، مؤهلة للاستيراد بموجب حكم كندا لمدة 15 عامًا. في المقابل، يعد استيراد سيارات السوق الرمادية إلى الولايات المتحدة أكثر صعوبة. لتجنب المشاكل التنظيمية، ينتظر معظم الأفراد حتى تتوقف قيود وكالة حماية البيئة (EPA) على السيارة المرغوبة، ويتم ذلك في دورة متدرجة مدتها 25 عامًا.

## المركبات التجارية

### الحافلات
في أوائل التسعينيات، كانت الحافلات اليابانية السابقة تزداد شعبيتها وكانت شائعة في المدن النامية في جميع أنحاء آسيا مثل مانيلا والفلبين وجاكرتا وإندونيسيا وحتى يانغون وميانمار.
كما هو الحال في الفلبين، بدأ المستوردون المباشرون في ما يقرب من الموانئ في سوبيك وزامباليس ووادي كاجايان أعمالهم في المزادات لاستيراد سيارات عالية الجودة ويفضل أن يكون ذلك من اليابان. وبعد ذلك، بدأ معظم العملاء الذين يديرون في الغالب شركات حافلات مقرها في مانيلا بالفلبين اهتمامهم بتنمية أعمال النقل الخاصة بهم من خلال شراء حافلات فائضة من اليابان من جميع المدن في اليابان والتي هي بالتأكيد أرخص من شراء حافلات جديدة تمامًا معظمها مستورد من دول أخرى وبعضها عبارة عن هياكل عربات مجمعة محليًا ولكن لا يزال بسعر باهظ.
تتطلب الحافلات المستخدمة كما هو الحال في الفلبين أيضًا التحويل من تحويل RHD إلى LHD وهو ما يتوافق مع قانون المرور الفلبيني المسمى قانون الجمهورية رقم 8506 بعنوان «قانون يحظر تسجيل وتشغيل المركبات ذات عجلة القيادة اليمنى في أي مكان خاص أو الشارع العام أو الطريق أو الطريق السريع، مع فرض عقوبات لذلك ولأغراض أخرى». يُعاقب على انتهاك هذا القانون بالسجن لمدة تتراوح من عامين وأربعة أشهر ويوم حتى أربع سنوات وشهرين، بالإضافة إلى غرامة قدرها 50000 بيزو (حوالي 1000 دولار أمريكي). ومعظم الحافلات المستخدمة من اليابان في مانيلا بالفلبين تعمل في الغالب داخل المدينة والسفر بين المدن والتي لا يقل عمرها عن 10 سنوات بعد التوقف التدريجي في اليابان.

### الشاحنات
في وقت مبكر أيضًا في التسعينيات، ليس هناك استثناء من أنه سيكون هناك شاحنات سوق محلية يابانية تسمى «شاحنات اليابان الفائضة» للمزاد والتصدير إلى أي من المدن النامية في آسيا وحتى بما في ذلك روسيا. معظم شاحنات السوق المحلية اليابانية التي تم تصديرها هي Isuzu و Mitsubishi Fuso وHino وبعضها من Nissan Diesel . أثبتت هذه الشاحنات أيضًا أنها موثوقة ومتينة نظرًا لأن الشاحنات المحلية في اليابان ليس لديها استثناء لمدة 10 إلى 15 عامًا تم التخلص منها تدريجيًا بسبب الامتثال للوائح المرور والبيئة الحالية في اليابان وأيضا لتجنب أي ضرائب بمجرد تجاوز أي وحدة شاحنة محلية الحد الأدنى للسن ليتم التخلص التدريجي.
شاحنات السوق المحلية اليابانية، أو `` الشاحنات الفائضة '' بعد التخلص التدريجي منها في اليابان، تحظى بشعبية كبيرة في الفلبين مثل Isuzu Elf و Isuzu Forward و Isuzu Giga و Mitsubishi Canter و Mitsubishi Fuso Super Great و Hino Profia نظرًا لأنها أرخص بشكل عام من شراء شاحنات يابانية جديدة تمامًا يتم توزيعها محليًا وحتى شاحنات جديدة تمامًا من الصين والتي تكلف ثلاث مرات تقريبًا مثل وحدات الشاحنات المحلية اليابانية العادية المستعملة. بدأ بائعو المزادات في الفلبين أيضًا في استيراد الشاحنات في تسعينيات القرن الماضي، وقد كان عنصرًا أساسيًا لمالكي المؤسسات التجارية الصغيرة والمتوسطة خاصة في صناعة الخدمات اللوجستية لدعم وتنمية أعمالهم التجارية بالإضافة إلى كونها رخيصة من شراء أخرى جديدة، ولكن أثبتت أيضًا أنها صُممت لتدوم.
فئة أخرى للشاحنات اليابانية هي الأصغر منها، أو يطلق عليها شاحنة كي، كما أنها تحظى بشعبية كبيرة في الفلبين مرة أخرى ليتم تسميتها باسم «المركبات المتعددة» والتي غالبًا ما يتم تجديدها وتحويلها إلى أي مركبة نقل عام مثل الجيب منذ ذلك الحين أخف وزنا وأكثر اقتصادا وأكثر صداقة للبيئة من سيارات الجيب الفلبينية التقليدية التي تعمل في الغالب بمحركات الديزل المستعملة من اليابان.

## تاريخ المصطلح
ساعد جوناثان وونغ من مجلة سوبر ستريت في نشر هذا المصطلح.

## المفاهيم الخاطئة
سوء فهم شائع جدًا للمصطلح هو الاعتقاد الخاطئ بأن JDM تعني مركبة يابانية الصنع. لكن هذا غير صحيح. السيارة التي يتم تصنيعها في اليابان لا تجعل السيارة JDM. تعني JDM على وجه التحديد السيارة التي تم إنتاجها بقصد بيعها في اليابان، وليس خارج البلاد. على سبيل المثال، كانت سيارة تويوتا سوبرا MKIV جديدة تمامًا في الولايات المتحدة مع محرك يسار، وبعض التغييرات على المواصفات لتتوافق مع قانون الولايات المتحدة. هذا جعلها مركبة يابانية الصنع مصممة لبيعها جديدة في سوق الولايات المتحدة - سيارة USDM. سيارة يابانية في السوق الأمريكية مثل Nissan 240SX ليست سيارة يابانية في السوق المحلي حيث تم بيعها في السوق المحلية الأمريكية. ومع ذلك، فإن نظيرتها في السوق الياباني 240SX ، Nissan180SX هي سيارة JDM حقيقية حيث تم بيعها رسميًا إلى السوق اليابانية عبر nissan. كما يتم تصنيع بعض سيارات JDM بالفعل خارج اليابان مثل EM1 civics و Mitsubishi Eclipse والتي تم بيعها في اليابان المحلية ولكنها صنعت في أمريكا.

## مركبات مستوحاة من JDM
يحب بعض عشاق السيارات بناء نسخ طبق الأصل من سيارات JDM من السيارات المتوفرة محليًا. على سبيل المثال، غالبًا ما يأخذ المتحمسون في الولايات المتحدة الأمريكية EK1 أو EK4 Civic من السوق الأمريكية، ويحولونها من محرك يسار إلى محرك يمين ويصدرون الأجزاء المطلوبة مثل المحرك وعلبة التروس من JDM EK9 Type R - الذي يعتمد على نفس النظام الأساسي - من أجل عمل نسخة «دقيقة».
ومع ذلك، فإن مثل هذه السيارات لن تكون سيارات JDM أصلية لأنها تمتلك رقم VIN للولايات المتحدة.

## روابط خارجية
- JDMUnderground Philippines  على فيسبوك. باللغة الإنجليزية